# Balkan Accession Fund
Balkan Accession Fund (BAF) este un fond de investiții înființat în anul 2005 de către Romanian-American Enterprise Fund (RAEF) și Bulgarian-American Enterprise Fund (BAEF).
Printre fondatori se mai numără DEG (German Investment and Development Company) și FMO (Netherlands Development Finance Corporation).
Fondul este administrat de compania Axxess Capital (numită Enterprise Capital până în noiembrie 2008), care administrează și fondul RAEF.
Axxess Capital administrează investiții de peste 200 de milioane de euro realizate de cele două fonduri RAEF și BAF în Europa de Sud Est.
La sfârșitul anului 2008, BAF a preluat 75% din Frigoholding, acționarul majoritar al Frigotehnica.
De asemenea, BAF deține participația majoritară la cel de-al doilea mare producător de înghețată al Bulgariei, compania Darko.